# Almásrákos
Almásrákos település Romániában, Szilágy megyében.

## Fekvése
Az Almás vize mellett, Hidalmástól északra, Bányika és Kendermező közt fekvő település.

## Története
Almásrákos nevét 1492-ben említették először az oklevelek, ekkor Zombori Péter birtoka volt, aki zálogba adta Sólyomkői (Solyomkewi) Sziráki (Syraki) Mátyásnak.
1492-ben Zsombori Pétert irták birtokosának, aki e birtokát zálogba adta Solyomkői (Solyomkewi) Sziráki (Syraki) Mátyásnak.
1602 előtt Zsombori Farkasnak is volt itt birtoka, melyet Básta György generális és Keövendi Székely Mihály tiszántúli kapitány Trogeri Lodi Simonnak adományozott érdemei elismeréséül.
1837-ben Almásrákos főbb birtokosai Teleki gróf, Onagten Radák bárók, Zsombori, Kakucsi, Czikó, Papp nemesek voltak.
1890-ben 843 lakosa volt, melyből 22 magyar, 2 német, 806 oláh, 13 egyéb nyelvű, melyből római katolikus 6, görögkatolikus 20, görögkeleti 778, református 16, izraelita 23. A házak száma 164 volt. 
Almásrákos a trianoni békeszerződés előtt Szilágy vármegyeZsibói járásához tartozott.

## Nevezetességek
- Görög keleti fatemploma 1837-ben épült.